# Оноклеевые
Оноклеевые (лат. Onocleaceae) — небольшое семейство папоротников порядка Многоножковые (Polypodiales).

## Роды
По классификации, предложенной G. J. Gastony и M. C. Ungerer, семейство включает в себя пять видов в четырёх родах:
- Matteuccia L. — Страусник

- Matteuccia struthiopteris (L.) Tod. — Страусник обыкновенный

- Onoclea — Оноклея

- Onoclea sensibilis L.

- Onocleopsis F.Ballard

- Onocleopsis hintonii F.Ballard

- Pentarhizidium Hayata 1927

- Pentarhizidium orientale (Hook.) Hayata
- Pentarhizidium intermedia

В качестве декоративных теневыносливых садовых растений используются Matteuccia struthiopteris и Onoclea sensibilis.